# Patryk Pałasz
Patryk Pałasz (ur. 12 lutego 1984 w Koninie) – polski szablista, drużynowy wicemistrz Europy 2005), indywidualny mistrz Polski (2006, 2007)

## Kariera sportowa
Od 1994 był zawodnikiem Konińskiego Klubu Szermierczego, jego największym sukcesem było drużynowe wicemistrzostwo Europy w 2005 (z Marcinem Koniuszem, Adamem Skrodzkim i Rafałem Sznajderem. W 2001 zdobył indywidualnie brązowy medal mistrzostw świata juniorów młodszych. Reprezentował Polskę na mistrzostwach świata juniorów w 2004 (47 m. indywidualnie), mistrzostwach świata seniorów w 2005 (54 m. indywidualnie i 13 m. drużynowo) i 2007 (92 m. indywidualnie, 17 m. drużynowo). Na mistrzostwach Europy w 2005 zajął indywidualnie 34. miejsce, startował też na mistrzostwach Europy w 2006 (26 m. indywidualnie i 8 m. drużynowo), 2007 (30 m. indywidualnie i 10 m. drużynowo) i 2008 (40 m. indywidualnie i 11 m. drużynowo).
W 2006 i 2007 został indywidualnym mistrzem Polski, w 2004, 2007, 2011 i 2013 drużynowym mistrzem Polski, w 2010 indywidualnym wicemistrzem Polski, w 2005, 2006, 2008, 2010 i 2014 drużynowym wicemistrzem Polski, w 2003 brązowym medalistą mistrzostw Polski drużynowo. Od 2010 pracuje w macierzystym klubie jako trener.